# Jacek Zydorowicz
Jacek Zydorowicz (ur. 1973) – polski specjalista w zakresie nauki o poznaniu i komunikacji, dr hab. nauk humanistycznych, profesor uczelni Wydziału Antropologii i Kulturoznawstwa Uniwersytetu im. Adama Mickiewicza w Poznaniu.

## Życiorys
30 czerwca 2003 obronił pracę doktorską Polska sztuka krytyczna wobec przemian kultury po 1989 roku, 4 marca 2019 habilitował się na podstawie oceny dorobku naukowego i pracy zatytułowanej Kultura wizualna w dobie terroryzmu. Został zatrudniony na stanowisku profesora uczelni na Wydziale Antropologii i Kulturoznawstwa Uniwersytetu im. Adama Mickiewicza w Poznaniu.
Piastował stanowisko prodziekana na Wydziale Nauk Społecznych Uniwersytetu im. Adama Mickiewicza w Poznaniu.

## Publikacje
- 1999: Jaki rozum po katastrofach[1]
- 2005: Artystyczny wirus : polska sztuka krytyczna wobec przemian kultury po 1989 roku[1]
- 2011: Religia, sztuka i przemoc : wokół ikonografii konfliktu ulsterskiego[1]
- 2013: Niebezpieczne związki terroryzmu i religii w optyce kinematograficznej[1]
- 2018: Kultura wizualna w dobie terroryzmu[1]